# 金德羅 (喬治亞州)
金德羅（英語：Kinderlou）是位於美國喬治亞州朗茲縣的一個非建制地區。該地的面積和人口皆未知。

## 地理
金德羅的座標為30°48′04″N 83°22′03″W / 30.80111°N 83.36750°W，而該地的平均海拔高度為67米（即220英尺）。